# Hospice Saint-Gilles
L’hospice Saint-Gilles est une institution hospitalière d'origine médiévale et reconstruite à la Renaissance, sise en bord de Meuse, au départ de la rue Notre-Dame, à Namur (Belgique). Construit et ouvert comme hôpital au XIIIe siècle, il devint et resta hospice jusqu’en 1965. Entièrement rénové, il est depuis 1998 le siège du Parlement de Wallonie.

## Histoire
Le lieu étant en bordure d’une ancienne voie romaine (aujourd’hui la rue Notre-Dame) il s’y trouve des traces d’occupation humaine datant du IVe et Ve siècle. Au Moyen Âge (XIIIe siècle) le premier hôpital de Namur y est construit : il dépendait des comtes de Namur. Sa présence est attestée par un texte de 1229. Des fouilles archéologiques organisées de 1985 à 1990 ont révélé des fondations datant de la fin du XIe et début du XIIe siècle. Il est considéré comme ‘Grand Hôpital’ en 1367 et porte au cours de son histoire différents noms : ‘Hostellerie de Namur’ puis ‘Hôpital Notre-Dame’ (de par sa proximité avec la Collégiale Notre-Dame aujourd’hui disparue), et ‘Grand-Hôpital’. 
Depuis le XVIIIe siècle il est connu comme ’Hôpital Saint-Gilles’, par association avec une petite chapelle Saint-Gilles (XVe siècle) qui lui est accolée. Les bâtiments subsistant datent des XVIe et XVIIe siècles. Le haut bâtiment en pierre calcaire bleue de style Louis XIII (côté ‘rue Notre-Dame’) est construit à partir de 1667 d’après les plans d’un religieux carme, le frère Paul de Sainte-Thérèse. Mais déjà au siècle précédent on discutait de la reconstruction ‘en pierres’ de l’hôpital Notre-Dame. En 1668 est fixée l’imposante charpente, toujours en place aujourd’hui. Au rez-de-chaussée se trouvait la grande salle des malades et à l’étage un dortoir. Il s’y trouvait une chapelle. 
Partant de ce premier bâtiment d’autres ailes sont construites jusque vers 1723, formant progressivement un carré. L’ancienne chapelle Saint-Gilles disparait. Divers problèmes externes et des difficultés internes - contraintes financières et procès, guerres (avec les sièges successifs de Namur), organisation quotidienne de l’hôpital - font que les travaux d’expansion sont lents et durent près d’un siècle. L’homogénéité de l’ensemble est toutefois préservée, même si les maitres d’œuvre – tous namurois - se succèdent au fil des années. Dans ces nouvelles ailes se regroupaient réfectoire et cuisine au rez-de-chaussée, dortoir et infirmerie à l’étage. Il comprenait un quartier réservé au chapelain.
La dernière phase de travaux pour la réédification de l’ancien hôpital s’ouvre en 1723. L’aile Ouest est ainsi achevée. Les bâtiments abritent le dortoir des femmes, les latrines et les locaux, certains en sous-sol, qui servaient à l’intendance : office, pharmacie, boulangerie, buanderie et autres. Les fouilles archéologiques de la fin des années 1980 ont mis au jour, à 3,40 mètres de profondeur, l’existence d’un ancien cimetière des XVIe et XVIIe siècles. Quelque 350 tombes ont été  répertoriées. 

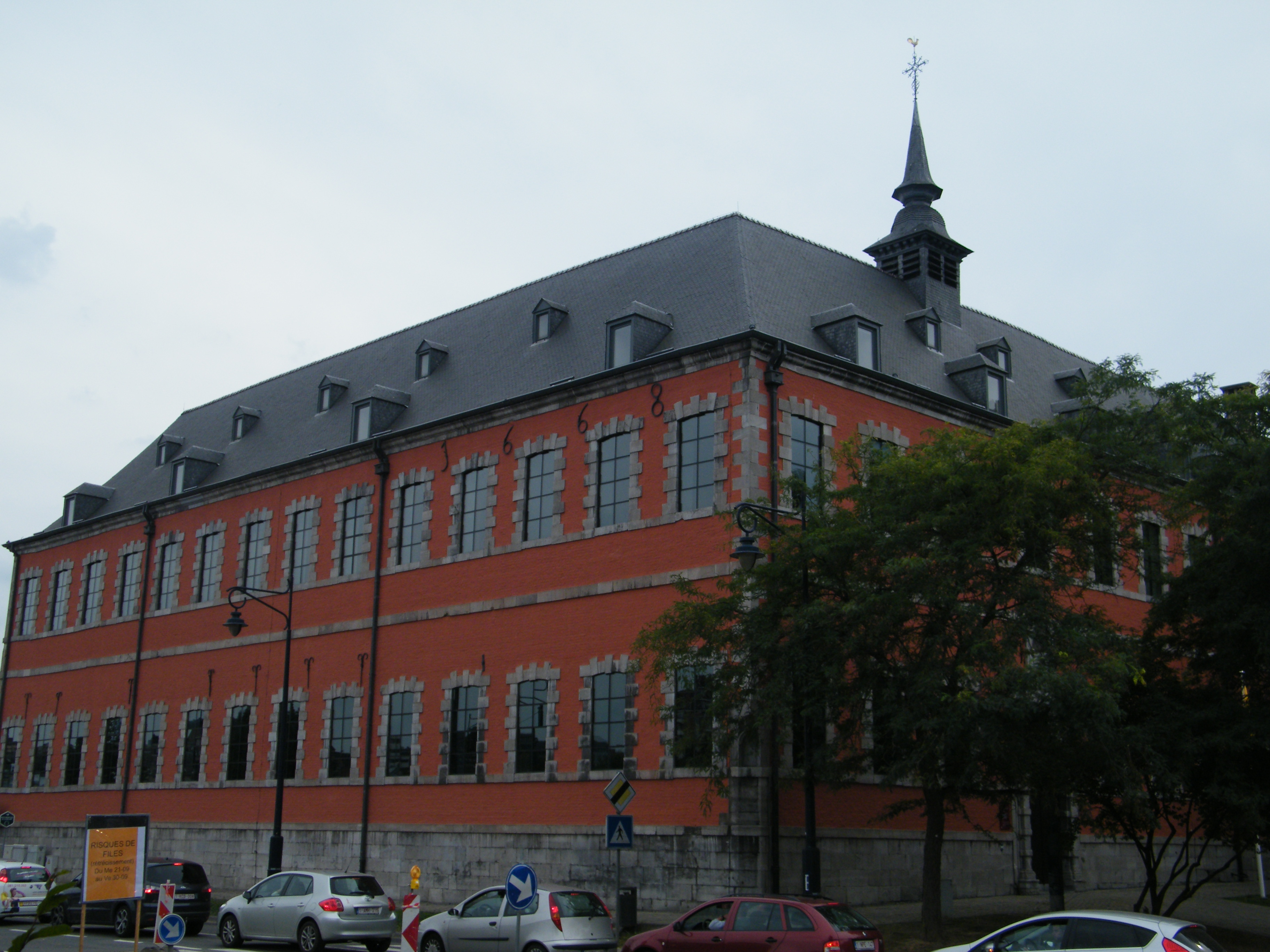
Vue depuis le Grognon

Changeant de fonction le bâtiment est connu officiellement comme ‘Hospice Saint-Gilles’ à partir de 1796. Il reçoit des vieillards démunis, hommes et femmes, jusqu’en 1965. Il dépendait du CPAS de la ville de Namur. Les derniers vieillards du ‘Saint-Gilles’ quittent les lieux en 1965 pour être hébergés à la maison d’Harscamp en 1965. Des années d’abandon suivent…
Toujours propriété du CPAS de Namur, il est confié en emphytéose au gouvernement de la Région wallonne en 1985 qui, après avoir donné aux archéologues le temps d’y faire des fouilles approfondies (1985-1990), le rénova entièrement pour en faire le siège du Parlement de Wallonie. Celui-ci est inauguré en 1998.

## Patrimoine
Le Saint-Gilles est classé au patrimoine wallon depuis le 15 janvier 1936.

## Source
- AA.VV. : L’histoire de l’Hôpital Saint-Gilles, dans Confluent, n°182, p. II-IX.